# Hirundichthys speculiger
Cá chuồn nhiều răng , tên khoa học Hirundichthys speculiger, là một loài cá chuồn trong họ Exocoetidae.